# Fulenbach
Fulenbach – miejscowość i gmina w północnej Szwajcarii, w kantonie Solura, w jednostce administracyjnej (Amtei) Olten-Gösgen, w okręgu Olten. Leży nad rzeką Aare. 

## Demografia
We Fulenbach mieszka 1 775 osób. W 2021 roku 10,7% populacji gminy stanowiły osoby urodzone poza Szwajcarią.

## Transport
Przez teren gminy przebiega droga główna nr 268.